# Земля пробуждается
Земля пробуждается (англ. Earth Awakens) — научно-фантастический роман Орсона Скотта Карда и Аарона Джонстона, а также третья книга трилогии «Первая Муравьиная война» в серии Игра Эндера. Он был выпущен 10 июня 2014 года. Он был номинирован на премию Goodreads Choice Award за научную фантастику. 

## Сюжет
Когда в Китае происходит инопланетное вторжение, человечество делится на то, как защищаться. Китайское правительство твердо намерено идти в одиночку, несмотря на катастрофические потери. Капитан Уит О'Тул из полиции мобильных операций (MOP) и Мазер Ракхам сумели уничтожить один из трех инопланетных посадочных аппаратов, но потому, что они достигли первой значительной человеческой победы войны без официального одобрения и использованием ядерной боеголовки, полученной без разрешения, они находятся под опекой китайского генерала Симы. Во время вторжения Мазер Рэкхэм спасает Бингвена, очень умного восьмилетнего китайского мальчика, который теперь придумывает умную уловку, чтобы освободить их: он распространяет слова через Интернет, что они действуют по приказу Симы и дает Симе полный кредит.
Между тем, Виктор Дельгадо и Имала Бутстэмп дрейфуют к инопланетному кораблю-матке, замаскированному, чтобы не быть уничтоженным. Виктору удается войти и исследовать судно. Они переживают неудачную атаку беспилотного корабля на корабль-инопланетянин и, снова уйдя, сталкиваются с Лем Юксом, которого они подозревают в причастности к нападению. Фактически, он был выпущен отцом Лема, Укко. Лем пытался остановить или задержать его.
Основываясь на том, что он узнал, Виктор разрабатывает план захвата и неохотно принимает помощь Лема в ее осуществлении. Спецназ, в том числе Вит и Мазер, набираются, чтобы стать частью абордажной команды Виктора. Несмотря на возражения Виктора, добровольцы Ималы тоже присоединяются.
Когда «жукеры» обнаруживает злоумышленников, все их силы на Земле уходят на защиту своего корабля. 

## Персонажи
- Виктор Дельгадо — молодой, но талантливый механик который, вместе с отцом и молодым помощником, поддерживают «Эль-Кавадор» в рабочем состоянии.
- Концепсьон Кералес — капитан «Эль-Кавадора» и матриарх клана.
- Лем Джукс — сын магната Укко Джукса и капитан корпоративного корабля «Макарху».
- Капитан ДеУит Клинтон О'Тул — командир Мобильной оперативной полиции, международной организации, предназначенной для действий в любой стране.
- Лейтенант Мэйзер Ракхейм — молодой солдат-маори, которого О'Тул надеется завербовать в МОП.